# Rui Machete
Rui Manuel Parente Chancerelle de Machete GCC (Setúbal, São Julião, 7 de abril de 1940) é um jurista e político português.

## Biografia

### Carreira profissional
Licenciado em Direito, na menção de Ciências Histórico-Jurídicas, pela Faculdade de Direito da Universidade de Lisboa, e diplomado no Curso Complementar de Ciências Político-Económicas, pela mesma Faculdade, obteve os prémios Calouste Gulbenkian da Fundação Calouste Gulbenkian em Ciências Histórico-Jurídicas e Político-Económicas, respetivamente em 1960 e 1962.
Jurista com uma longa e diversificada carreira, conciliou a advocacia — foi admitido na Ordem dos Advogados Portugueses em 1964 — com atividade como parecerista e docente no ensino universitário, e com o exercício de funções em empresas de serviços públicos (EDP) e outras entidades publicas (Banco de Portugal e Fundação Luso-Americana). Centrou sempre a sua pratica profissional no Direito Público.
Na advocacia foi cofundador da sociedade de advogados Pena, Machete & Associados; socio (igualmente encarregue da coordenação da área de Direito Publico) e, posteriormente, consultor na PLMJ; consultor na CMS Rui Pena & Arnaut.
Lecionou disciplinas de Direito Publico (Direito Constitucional e Direito Administrativo), assim como Ciência Politica, no ensino universitário, ao longo de diversos anos; como assistente, na Faculdade de Direito da Universidade de Lisboa; como assistente e professor convidado, na Faculdade de Direito da Universidade Católica Portuguesa; como professor convidado, no ISCTE.
Paralelamente, publicou numerosos artigos em domínios do Direito Público, nomeadamente no ramo de Direito Administrativo, cobrindo diversos aspetos do Procedimento e do Contencioso Administrativo, e influenciando, dessa forma, a doutrina jus-administrativista portuguesa. Teve, de resto, intervenção na feitura de legislação estruturante nesses mesmos domínios, ao integrar, por designação governamental, comissões de elaboração e/ ou revisão do Código de Procedimento Administrativo, do Estatuto dos Tribunais Administrativos e Fiscais e do Código de Processo nos Tribunais Administrativos.
Publicou também trabalhos noutros domínios do Direito Publico, nomeadamente nas áreas do Direito do Ambiente e do Direito do Urbanismo, tendo sido diretor da Revista de Direito do Ambiente e Ordenamento do Território, editada pela Associação Portuguesa para o Direito do Ambiente.
Dirigiu o Departamento Jurídico da CPE (antecessora da EDP), de 1969 até 1981, e da EDP, até 1985, onde foi igualmente assessor do Conselho de Gerência, até 2006.
Por designação do Governo Português (sendo Primeiro-Ministro Francisco Pinto Balsemão), foi administrador do Banco de Portugal de 1981 a 1983.
Posteriormente, de novo por designação do Governo (sendo Primeiros-Ministros Mário Soarese Aníbal Cavaco Silva), integrou, durante 25 anos, os órgãos sociais da Fundação Luso-Americana (FLAD), primeiro como administrador, a partir da sua instalação (1985)  e, depois, como presidente do respetivo Conselho Executivo (1988, mantendo-se até 2010).
Teve ainda cargos nos órgãos sociais (assembleias-gerais, conselhos fiscais e/ ou órgãos consultivos) de um conjunto vasto de empresas — nos bancos BPI e Millennium BCP, na seguradora Ageas e na EDP Renováveis, como presidente da Assembleia-Geral; na Caixa Geral de Depósitos, como vice-presidente da Assembleia-Geral; no BCP Investimento e no Taguspark, como presidente do Conselho Fiscal; na SLN Valor, como presidente do Conselho Superior.
Foi também presidente da Federação Internacional de Direito Europeu (1990-1992); membro do Governing Council do European Foundation Centre (1997-2000); cofundador e presidente da Fundação Oliveira Martins, ligada ao PSD; membro do conselho geral da Fundação Mário Soares.
Em 2008 foi eleito sócio correspondente Academia das Ciências de Lisboa, integrando a Classe de Letras (5.ª Secção - Direito).

### Percurso cívico e político
Rui Machete chega à politica depois de ter sido associado fundador da SEDES, a associação fundada durante a Primavera Marcelista, reunindo jovens quadros que visavam contribuir para a modernização do pais — entre os quais diversos membros que fundariam ou seriam militantes destacados do Partido Social-Democrata (Francisco Sá Carneiro, desde logo, mas também Joaquim Magalhães Mota, João Salgueiro ou Marcelo Rebelo de Sousa).
Antes, ainda tivera ligação à Juventude Universitária Católica, colaborando com o seu jornal, designado Encontro.
Rui Machete aderiria ao PSD apos a sua fundação (1974).
Nas décadas de 1970, princípios de 80, foi um apoiante próximo de Sá Carneiro, quando este defendia uma estratégia de ruptura com as instituições de poder militar e a estrutura econômica herdada da revolução, contra a posição de outros militantes destacados (Sousa Franco, Sérvulo Correia ou Jorge Miranda, nomeadamente); numa altura em que o partido se encontrava fortemente dividido.
Na década de 1980, viria a ser presidente interino do PSD, mais precisamente em 1985, nos meses subsequentes a demissão de Carlos Alberto da Mota Pinto da liderança dos social-democratas e do governo do Bloco Central, e antes da eleicao de Cavaco Silva como novo líder, no Congresso da Figueira da Foz.
Pelo PSD, foi eleito deputado à Assembleia da República nas I (1976-1980), IV (1985-1987), V (1987-1991) e VI (1991-1995) legislaturas, e diversas vezes chamado a funções governativas.
Foi, enquanto deputado, presidente das comissões eventuais para as segunda e terceira revisões constitucionais, em 1989 e 1992, respetivamente.
Entre 2008 e 2010, sendo líder Manuela Ferreira Leite, voltaria a desempenhar funções no interior do PSD, como presidente da Mesa do Congresso Nacional.

###### Exercício de funções politicas governativas
A primeira vez que Rui Machete integrou um governo ocorreu ainda no rescaldo do 25 de abril de 1974, quando o almirante Pinheiro de Azevedo o chamou para o VI Governo Provisório (o último governo provisório, antes da realização das eleicoes legislativas de 1976) — nesse governo foi sucessivamente Secretário de Estado da Emigração, em 1975, e Ministro dos Assuntos Sociais (função que assumiu com a remodelação de 2 de janeiro de 1976).
Em 1983 participaria no governo do Bloco Central (assim chamado por resultar de coligação entre o PS, liderado por Mário Soares, e o PSD, liderado por Mota Pinto) (IX Governo Constitucional, Mário Soares). Ingressou no governo como Ministro da Justiça, em 1983, passando em 1985, nos ultimos meses do governo — por causa da demissão de Mota Pinto — a acumular essa pasta com a função de Vice-Primeiro-Ministro e de Ministro da Defesa Nacional (numa altura em que também assumiu, interinamente, a presidência do PSD).
O seu período no Ministério da Justiça ficou marcado pelo desencadeamento da investigação ao caso das Forcas Populares 25 de abril.
Foi igualmente na qualidade de membro desse Governo que, ao lado de Mário Soares, Ernâni Lopes e Jaime Gama, interveio (como um dos representantes do Estado Português), na assinatura do Tratado de Adesão de Espanha e Portugal às Comunidades Europeias, que teve lugar no Mosteiro dos Jerónimos, a 12 de junho de 1985.
30 anos depois de ter sido nomeado para um cargo governamental pela última vez (1983) Rui Machete surge na função de Ministro dos Negócios Estrangeiros do governo formado pelo PSD e pelo CDS-PP, sendo Primeiro-Ministro Pedro Passos Coelho (XIX Governo Constitucional). Tomou posse a 24 de Julho de 2013, sucedendo a Paulo Portas na remodelação levada a cabo depois da apresentação do pedido de demissão deste, recusada por Passos Coelho — o que ficou conhecido como a "crise do irrevogável".
Seria novamente empossado como Ministro de Estado e dos Negócios Estrangeiros do breve XX Governo Constitucional, a 30 de outubro de 2015, governo que durou apenas um mês (até novembro do mesmo ano), em virtude de uma moção de rejeição do seu programa politico na Assembleia da República, votada favoravelmente por BE, PCP, PEV, PAN e um conjunto de deputados do PS.

### Doutoramentoshonoris causa
Tem um Doutoramento honoris causa atribuído pela Universidade de Massachusetts, Dartmouth, em 1997. Em 2007 foi Doutor honoris causa em Ciências Jurídicas pela Universidade Católica Portuguesa.

### Condecorações
Recebeu diversas condecorações nacionais e internacionais:
- Primeira Classe da Medalha do Mérito Militar do México (? de ? de 19??)
- Grande-Oficial com Faixa da Ordem da Bandeira da Jugoslávia (9 de Julho de 1976)
- Cavaleiro-Grã-Cruz Honorário da Excelentíssima Ordem do Império Britânico da Grã-Bretanha e Irlanda do Norte (? de ? de 19??)
- Grã-Cruz da Ordem Militar de Nosso Senhor Jesus Cristo de Portugal (15 de Junho de 1988)
- Cavaleiro de Grã-Cruz da Ordem do Mérito da República Italiana de Itália (18 de Julho de 1990)

## Funções governamentais exercidas
- XIX e XX Governos Constitucionais
  - Ministro de Estado e dos Negócios Estrangeiros
- IX Governo Constitucional
  - Ministro da Defesa Nacional
  - Ministro da Justiça
  - Vice-primeiro-ministro
- VI Governo Provisório
  - Ministro dos Assuntos Sociais

## Família, casamento e descendência
É filho de Henrique Chancerelle de Machete (Lisboa, Alcântara, 9 de Maio de 1900 - Setúbal, 18 de Fevereiro de 1957), filho de pai incógnito e de ascendência Francesa pelo avô materno, médico, Diretor dos Serviços de Medicina do Hospital da Misericórdia de Setúbal, Presidente da Junta Geral do Distrito e Vereador da Câmara Municipal de Setúbal, o qual tem uma rua com o seu nome, em Setúbal, São Sebastião, e de sua mulher (Setúbal, 29 de Dezembro de 1935) Maria Constantina Calado Parente (Setúbal, São Julião, 24 de Abril de 1917).
Casado com Maria Fernanda Ferreira Pena (Faro, Sé, 10 de abril de 1943), Licenciada em Ciências Físico-Químicas pela Faculdade de Ciências da Universidade de Lisboa, filha de João dos Santos Rodrigues Pena (Torres Novas, Assentiz, 8 de Maio de 1904 - Lisboa, São Domingos de Benfica, 6 de Fevereiro de 1996) e de sua mulher (Torres Novas, Assentiz, 20 de Abril de 1927) Luísa Aurora Ferreira (Santarém, São Salvador, 4 de Novembro de 1909 - Lisboa, São João de Brito, 3 de Janeiro de 1969), tem dois filhos e uma filha:
- Pedro Manuel Pena Chancerelle de Machete (11 de julho de 1965), Licenciado em Direito pela Faculdade de Direito da Universidade Católica Portuguesa, Professor Universitário e Juiz Conselheiro do Tribunal Constitucional entre 2012 e 2023,[39] divorciado de Joana Maria de Vallera de Macedo Pinto e Vasconcelos (5 de Junho de 1967), Licenciada em Direito pela Faculdade de Direito da Universidade Católica Portuguesa e Professora Universitária, da qual tem três filhas - Madalena, Joana e Teresa.
- Maria João Ferreira Pena Chancerelle de Machete (Lisboa, Coração de Jesus, 24 de março de 1967), Licenciada em Gestão de Empresas pela Universidade Católica Portuguesa, casada em Lisboa, Ajuda, na Igreja da Memória, a 8 de Dezembro de 1991 com Gonçalo Vaz Gago da Câmara de Medeiros Botelho (7 de Novembro de 1966), que usa o título de 4.º Visconde de Botelho, do qual tem um filho
- Miguel Nuno Ferreira Pena Chancerelle de Machete (1968), Licenciado em Direito e advogado, casado com Maria Vallera, do qual tem duas filhas.